# Pipedream
Pipedream is een Belgisch bier van hoge gisting.
Het bier wordt gebrouwen in Brouwerij Alvinne te Moen.
Het is een amberkleurig bier met een alcoholpercentage van 6,3%. Het recept werd ontwikkeld door Pipeworks brewing co VS en wordt gebrouwen in samenwerking met de Struise Brouwers. Het is een typische American style IPA.